# Pietro Porcelli
Pietro Porcelli (30 de enero de 1872-28 de junio de 1943) fue un escultor italiano de nacimiento y activo en Australia, donde fue responsable de algunas estatuas en Western Australia, incluyendo el Monumentro de los exploradores, y los de C. Y. O'Connor (en:) y Alexander Forrest (en:).
Una estatua de bronce de Porcelli, obra del escultor de Perth Greg James fue instalada en la Kings Square, Fremantle, en 1993.